# Natalja Alexejewna Karamtschakowa
Natalja Alexejewna Karamtschakowa (russisch Наталья Алексеевна Карамчакова; * 7. Mai 1975) ist eine ehemalige russische Ringerin. Sie wurde 2003 Europameisterin und Vizeweltmeisterin.

## Werdegang
Natalja Karamtschakowa begann Anfang der 1990er Jahre mit dem Ringen. Sie stammt aus einer Ringerfamilie aus dem asiatischen Teil Russlands. Ihr erster Trainer war ihr Vater Andrei Karamtschakow. Die Vereine, für die sie startete, waren Sduchor Krasnojarsk und CSKA Krasnojarsk. Neben ihrem Vater wurde sie auch von Waleri Petrowitsch Alexejew und Wiktor Kirilowitsch trainiert.
Bereits 1993, als das Damenringen noch in den Anfangsjahren war, startete sie erstmals bei einer internationalen Meisterschaft, nämlich der Junioren-Weltmeisterschaft in Götzis/Österreich. Sie belegte dort in der Gewichtsklasse bis 52 kg hinter der Japanerin Yumi Ishida den 2. Platz.
Danach war sie erst wieder im Jahre 1999 bei einer internationalen Meisterschaft am Start. Dabei kam sie bei der Europameisterschaft in Götzis in der Gewichtsklasse bis 56 kg auf den 4. Platz. Sie besiegte dabei u. a. die routinierte Norwegerin Gudrun Annette Høie und verlor gegen Sara Eriksson aus Schweden und Tetjana Lasarewa aus der Ukraine. Bei den Weltmeisterschaften 1999 in Boden/Schweden und 2001 in Sofia belegte Natalja Karamtschakowa in der Gewichtsklasse bis 51 kg jeweils den 5. Platz.
2003 wurde dann zum erfolgreichsten Jahr in ihrer Karriere. Sie wurde im Mai dieses Jahres in Riga mit Siegen über Anne Catherine Deluntsch, Frankreich, Nadir Urun Percin, Türkei, Maria del Mar Peralta, Spanien, Alexandra Engelhardt, Deutschland und Ida Hellström, Schweden in überlegenem Stil Europameisterin. Sie gab dabei in diesen 5 Kämpfen keine Runde ab und erzielte ein Punkteverhältnis von 47:0! zu ihren Gunsten. Bei der Weltmeisterschaft 2003 in New York besiegte sie Eveline Diatta, Senegal, Nadine Tokar, Schweiz, Wen Juling, China und Jennifer Wong, USA, ehe sie im Finale gegen die Ausnahmeathletin Chiharu Ichō aus Japan unterlag. Sie wurde damit Vizeweltmeisterin.
2004 gewann Natalja Karamtschakowa bei der Europameisterschaft in Haaparanda in der Gewichtsklasse bis 55 kg die Bronzemedaille. Sie besiegte dort Sylwie Bilenska, Polen und Julieta Kliford Okot, Bulgarien, verlor dann gegen Tatjana Lasarenko und sicherte sich die Bronzemedaille mit einem Sieg über Diana Djatschenko aus Lettland. 2004 fanden bei den Olympischen Spielen in Athen auch erstmals Ringerwettkämpfe für Frauen statt, allerdings nur in vier Gewichtsklasse. Die Gewichtsklasse bis 55 kg Körpergewicht war dabei. Natalja Karamtschakowa scheiterte jedoch in der russischen Olympiaausscheidung an Olga Smirnowa und konnte deshalb in Athen nicht starten.
Ab 2005 beherrschte dann in Russland Natalja Golz für einige Jahre die Gewichtsklasse bis 55 kg. Natalja Karamtschakowa kam deshalb zu keinem Einsatz bei internationalen Meisterschaften mehr und beendete 2007 ihre Ringerlaufbahn.

## Internationale Erfolge
| Jahr | Platz | Wettbewerb                                  | Gewichtsklasse | Ergebnisse |
| 1993 | 2.    | Junioren-WM in Götzis/Österreich            | bis 52 kg      | hinter Yumi Ishida, Japan, vor Oksana Jakunitschewa, Ukraine |
| 1999 | 4.    | EM in Götzis/Österreich                     | bis 56 kg      | nach Siegen über Minerva Montero Perez, Spanien, Gudrun Annette Høie, Norwegen und Metanet Suleymanowa, Aserbaidschan und Niederlagen gegen Sara Eriksson, Schweden und Tatjana Lasarewa, Ukraine |
| 1999 | 5.    | WM in Boden, Hildursborg, Schweden          | bis 51 kg      | nach Siegen über Margarita Starikowa, Lettland und Inessa Rebar, Ukraine und einer Niederlage gegen Stephanie Murata, USA                                                                         |
| 2001 | 6.    | Welt-Cup in Levallois                       | bis 51 kg      | Siegerin: Hitomi Obara Sakamoto, Japan vor Gao Yanzhi, China |
| 2001 | 5.    | WM in Sofia                                 | bis 51 kg      | nach Siegen über Alfia Sainulina, Kirgisistan und Jessica Bechtel, Deutschland und einer Niederlage gegen Gao Yanzhi                                                                              |
| 2002 | 3.    | Welt-Cup in Kairo                           | bis 55 kg      | hinter Seiko Yamamoto, Japan und Tatjana Lasarewa |
| 2003 | 1.    | EM in Riga                                  | bis 51 kg      | nach Siegen über Anne Catherine Deluntsch, Frankreich, Nadir Urun Percin, Türkei, Maria del Mar Peralta, Spanien, Alexandra Engelhardt, Deutschland und Ida Hellström, Schweden                   |
| 2003 | 2.    | WM in New York                              | bis 51 kg      | nach Siegen über Eveline Diatta, Senegal, Nadine Tokar, Schweiz, Wan Juling, China und Jennifer Wong, USA und einer Niederlage gegen Chiharu Icho, Japan                                          |
| 2004 | 3.    | EM in Haaparanda                            | bis 55 kg      | nach Siegen über Sylwie Bilenska, Polen und Julieta Kliford Okot, Bulgarien, einer Niederlage gegen Tatjana Lasarewa und einem Sieg über Diana Djatschenko, Lettland                              |
| 2004 | 2.    | Klippan-Lady-Open                           | bis 55 kg      | hinter Natalja Golz, Russland, vor Sabrina Lotz, Deutschland |
| 2004 | 3.    | Welt-Cup in Tokio                           | bis 55 kg      | hinter Saori Yoshida, Japan und Tela O’Donnell, USA |
| 2006 | 5.    | Welt-Cup in Nagoya                          | bis 55 kg      | Siegerin: Saori Yoshida vor Su Lihui, China |
| 2007 | 2.    | „Dave-Schultz“-Memorial in Colorado Springs | bis 55 kg      | hinter Marcie van Dusen, USA, vor Jackeline Rentería Castillo, Kolumbien |
| 2007 | 5.    | Welt-Cup in Krasnojarsk                     | bis 55 kg      | Siegerin: Li Xu, China vor Maria Iwanowna, Weißrussland |

## Erläuterungen
- alle Wettkämpfe im freien Stil
- WM = Weltmeisterschaft, EM = Europameisterschaft